# Jürgen Fanghänel
Jürgen Fanghänel, född den 1 augusti 1951 i Limbach-Oberfrohna, Tyskland, är en östtysk boxare som tog OS-brons i tungviktsboxning 1980 i Moskva. I semifinalen förlorade han mot Pyotr Zayev från Sovjetunionen med 0-5.